# Keith Erickson
Keith Raymond Erickson (ur. 19 kwietnia 1944 w San Francisco) – amerykański koszykarz, występujący na pozycjach obrońcy oraz skrzydłowego, mistrz NBA z 1972 roku, sprawozdawca sportowy.
Podczas występów na uczelni UCLA posiadał stypendia w baseballu i koszykówce.
W 1964 roku wystąpił na Igrzyskach Olimpijskich na Tokio jako reprezentant USA w siatkówce.
W swoim najbardziej udanym statystycznie sezonie (1973/74) notował średnio 14,6 punktu, 6,3 zbiórki i 3,1 asysty.
Jest jednym z ponad 40 zawodników w historii, którzy zdobyli zarówno mistrzostwo NCAA, jak i NBA w trakcie swojej kariery sportowej.
Po zakończeniu kariery komentował spotkania Los Angeles Lakers wraz z Chickiem Hearnem, Los Angeles Clippers, pracował też w programie NBA on CBS.

## Osiągnięcia
NCAA
- 2-krotny mistrz NCAA (1964–1965)[5]
- Zaliczony do[6]:
  - III składu All-American (1965 przez AP, UPI)
  - I składu AAWU (1965)

NBA
- Mistrz NBA (1972)[1]
- 4-krotny wicemistrz NBA (1969, 1970, 1973, 1976)[1]